# Szvák Gyula
Szvák Gyula (Budapest, 1953. február 18.) magyar történész, ruszista, egyetemi tanár, az MTA doktora, a filozófiai tudomány kandidátusa. Az ELTE Ruszisztikai  Intézet/Központ alapító vezetője (1990/1995-től 2018-ig, professor emeritusa 2018-tól), a Magyar–Orosz Történész Vegyesbizottság elnöke (2006-tól), az Alapítvány az Orosz Nyelvért és Kultúráért elnöke (2006-tól). 2009-től 2015-ig a Magyar–Orosz Baráti Társaság elnöke. Írói álneve: Kvász Iván.

## Élete
A Fővárosi Fazekas Mihály Gyakorló Gimnázium orosz tagozatán végezte a középiskolát. A József Attila Tudományegyetemen töltött két év után az ELTE Bölcsészettudományi Kar (ELTE BTK) történelem-orosz szakán diplomázott 1977-ben. Ezt követően az egyetem Kelet-Európa Története Tanszéken maradt tudományos továbbképzési ösztöndíjasként, majd tanársegéd, adjunktus, 1988-ban docens és 2003-ban egyetemi tanár lett.
1981-ben bölcsészdoktori címet szerzett, majd 1984-ben leningrádi levelező aspirantúra keretében a történettudományok kandidátusa fokozatot. 1997-ben habilitált, 2001-ben A feudalizmus kori orosz történelem fő problémái az orosz történetírásban című akadémiai doktori disszertációért az Magyar Tudományos Akadémia doktora címet kapta. 2006-ban az Orosz Tudományos Akadémia díszdoktorának választotta.
Egyetemi tevékenysége mellett hosszú ideig könyvkiadással is foglalkozott. 1986 végén társaival megalakította a Maecenas Könyvkiadót, 1989-90-ben alelnöke volt a Magyar Könyvkiadók és Könyvterjesztők Egyesülésének, majd könyves tevékenységét 1997-től a Pannonica Kiadó vezetőjeként folytatta. Ebben a minőségében szerkesztette a 14 kötetes millecentenáriumi Magyar Századok és a 21. századi enciklopédia című sorozatokat, A magyar középkor története, A magyar újkor története és A magyar jelenkor története című reprezentatív szintéziseket.Nevéhez fűződik az 1945 utáni első magyar szerzők által írt összefoglaló Oroszország történet kiadása, szerkesztése és részben szerzősége. Egy évig (2002/2003-ban) a Nemzeti Tankönyvkiadó igazgatótanácsának elnöke is volt.
1990-ben kollégáival létrehozta a magyar történeti ruszisztika első autonóm műhelyét, a Magyar Ruszisztikai Intézetet, amely 1995-ben az ELTE önálló tanszéke lett. E Ruszisztikai Központ és a szintén általa alapított MTA-ELTE Történeti Ruszisztikai Kutatócsoport az idők során a magyar ruszisztika vezető, nemzetközileg is számon tartott intézményévé vált. A 2004/2005-ös magyar-orosz kulturális évadok főkurátoraként végzett munkásságáért 2006-ban Vlagyimir Putyin orosz elnöktől Puskin-érmet kapott.
Krausz Tamással együtt szerkeszti a Ruszisztikai Könyvek és Poszt-Szovjet Füzetek című sorozatokat, tagja a Rosszijszkaja isztorija című orosz történész-folyóirat és az Isztorija i isztoriki című orosz periodika szerkesztőbizottságának, alapító főszerkesztője a RussianStudiesHu open access online folyóiratnak (2019-től), 12 nemzetközi ruszisztikai folyóirat szerkesztőbizottságának tagja.

## Könyvei
- Cárok és kalandorok. A "zavaros időszak" története. Budapest, 1982, Kossuth
- Az orosz történelem egyetemessége és különössége (bevezetés, válogatás, szerkesztés társszerzővel, elkülönülten). Budapest, 1982, ELTE ÁJK
- Iván, a Félelmetes. Budapest, 1985, 1996, Gondolat
- Koronás portrék (válogatás, szerkesztés). Budapest, 1987, Kozmosz Könyvek
- Moszkóvia és a Nyugat. Budapest, 1988, Magvető
- Hamis cárok. Budapest, 1988, Kozmosz Könyvek
- Szürke eminenciások (válogatás, szerkesztés). Budapest, 1989, Kozmosz Könyvek
- Furkósbottal Európába? I. Péter: érvek – ellenérvek (válogatás, szerkesztés, összekötő szöveg). Budapest, 1989, Új Géniusz
- Durák (válogatott cikkek, tanulmányok) Budapest, 1995, Tegnap és Ma
- A Moszkvai Oroszország története. Budapest, 1997, Magyar Ruszisztikai Intézet
- Oroszország története (szerkesztés, társszerző, elkülönülten). Budapest, 1997, Maecenas; 2. kiadás, 2001, Pannonica
- Meszto Rosszii v Jevrope/ The Place of Russia in Europe (szerkesztés, előszó) Ruszisztikai Könyvek V., Budapest, 1999, Magyar Ruszisztikai Intézet
- False Tsars. Center for Hungarian Studies and Publications, Nicholas Riasanovsky előszavával, New Jersey, 2000
- "Moszkovija". Ocserki isztorii Moszkovszkovo goszudarsztva vtoroj polovini XV.- konca XVII. veka. Moszkva, 2000, Izdatyelsztvo Insztyituta Rosszijszkoj Isztorii RAN
- Dokumentumok történeti ruszisztikánk tárgyköréből (előszó, társszerző). Poszt-Szovjet Füzetek XV., Budapest, 2000
- IV. Iván és I. Péter utóélete. Budapest, 2001, Magyar Ruszisztikai Intézet
- Meszto Rosszii V Jevrazii / The Place of Russia in Eurasia (szerk., előszó), Ruszisztikai Könyvek IX., 2001
- A Romanovok (Niederhauser Emillel közösen) Budapest, 2002, Pannonica
- Moszkovija: szpecifika razvitija/Muscovy: The Peculiarities of its Development (Ruszisztikai Könyvek XIII) (Szerk.), Magyar Ruszisztikai Intézet, Budapest, 2003
- Életünk Kelet-Európa. Tanulmányok Niederhauser Emil 80. születésnapjára. Szerk.: Krausz T., Szvák Gy., Pannonica, Budapest, 2003
- IV. Iván – I. Péter (Jevgenyij Anyiszimovval közösen) Budapest, 2004, Pannonica
- Novije napravlenyija i rezultati v ruszisztyike/New Directions and Results in Russistics (Ruszisztikai Könyvek XVI) (Szerk.), Magyar Ruszisztikai Intézet, Budapest, 2005
- A magyar-orosz kapcsolatok tizenkét évszázada/Dvenadcaty sztoletyij vengerszko-russzkih otnosenyij (Szerk.), Budapest, 2005
- A középkori orosz történelem forrásai (főszerk., előszó), Budapest, 2005
- Oroszország helye Eurázsiában, Budapest, 2006
- Dve imperii – tri sztolici. Kulturno-isztoricseszkije paralleli i vzaimogyejsztvija v konce XIX – nacsale XX vv. (szerk., előszó), Budapest, 2006
- Az újkori orosz történelem forrásai. XVIII. század (főszerk.), Budapest, 2006
- Az újkori orosz történelem forrásai. XIX. század (főszerk.), Budapest, 2007
- Две империи – много национальностей. Будапешт, 2007 (szerk.)
- Regionalnije skoli russzkoj isztoriografii / Regional Schools of Russian Historiography (Ruszisztikai Könyvek XVIII), Budapest, 2007 (szerk.)
- Goszudarsztvo i nacija v Rosszii i Centralʹno-vosztocsnoj Jevrope. Matyeriali mezsdunarodnoj naucsnoj konferencii budapestszkogo Centra rusziszyiki ot 19-20 maja 2008 g.; szerk. Szvák Gyula; Russica Pannonicana, Bp., 2009 (Ruszisztikai könyvek)
- Oroszország zavaros időszaka; Russica Pannonicana, Bp., 2009
- Szent Orsolyától Iszaak Babelig. A Magyar-Orosz Történész Vegyesbizottság Magyar Tagozatának ülésein elhangzott előadások, 2008–2009; szerk. Szvák Gyula; Russica Pannonicana, Bp., 2009 (Ruszisztikai előadások – nem csak történészeknek)
- A tizenkét legnagyobb orosz; szerk.Szvák Gyula; Russica Pannonicana, Bp., 2009
- Isztoricseszkaja uralisztyika i ruszisztyika na Urale i v Budapestye. Matyeriali mezsdunarodnogo szeminara 5-ogo oktyabrja 2009 goda; szerk. Szvák Gyula; Russica Pannonicana, Bp., 2010
- Obraz Rosszii sz centralʹnojevropejszkim akcentom. Szbornyik sztatyej i matyerialov; szerk. Szvák Gyula, Kiss Ilona; Russica Pannonicana, Bp., 2010
- Russzkaja paragyigma. Ruszofobszkije zametki ruszofila; Szankt-Petyerburg, Aletyeja, 2010 (Isztoricseszkaja knyiga)
- Szamozvanci i szamozvancsesztvo v Moszkovii. Matyeriali mezsdunarodnogo naucsnogo szeminara. 25 maja 2009 g., Budapest; szerk. Szvák Gyula; Russica Pannonicana, Bp., 2010
- Az Ankungyinov-ügy. Egy európai kalandor Moszkóviából; szerk. Szvák Gyula, vál., sajtó alá rend., jegyz. D. V. Liszejcev, ford. Gyóni Gábor, Kolyvek Léna, Kriza Ágnes; Russica Pannonicana, Bp., 2011
- Kis magyar ruszisztika; Russica Pannonicana, Bp., 2011
- Rolʹ goszudarsztva v isztoricseszkom razvityii Rosszii. Matyeriali mezsdunarodnoj naucsnoj konferencii budapestszkogo Centra ruszisztyiki ot 17-18 maja 2010 g.; szerk. Szvák Gyula; Russica Pannonicana, Bp., 2011 (Ruszisztikai könyvek)
- Ruszisztyika Ruszlana Szkrinnyikova; szerk. Szvák Gyula, I. O. Tyumenceva; Russica Pannonicana, Volgograd–Bp., 2011 (Ruszisztikai könyvek)
- Dvenadcaty imjon Rosszii (A tizenkét legnagyobb orosz); szerk. Szvák Gyula, M. I. Mulʹganova; Russica Pannonicana, Bp., 2012 (Ruszisztikai könyvek, 35.)
- Isztorik i mir, mir isztorika v Rosszii i Centralʹno-vosztocsnoj Jevropi. Matyeriali mezsdunarodnoj naucsnoj konferencii budapestszkogo Centra ruszisztyiki ot 21-22 maja 2012 g.; szerk. Szvák Gyula, Szergej Filippov, Gyimesi Zsuzsanna; Russica Pannonicana, Bp., 2012 (Ruszisztikai könyvek)
- Szvák Gyula: Klió, a csalfa széptevő / Kvász Iván: Klió, a néptanító; Russica Pannonicana, Bp., 2013 (Ruszisztikai könyvek, 37.)
- Na szluzsbe u Klio i u vlaszty pregyerzsascsih; Ruszisztikai Könyvek XXXVIII. Budapest: Russica Pannonicana, 2014
- Obrazi Rosszii sz XVII. po XXI. vv. Matyeriali szimpoziuma ot 26 oktyabrja 2012 g., Centr ruszisztyiki pri ELTE, Budapest; Russica Pannonicana, Bp., 2013 (Poszt szovjet füzetek)
- Vita az új orosz történeti koncepcióról; szerk. Szvák Gyula; Russica Pannonicana, Bp., 2014 (Poszt szovjet füzetek)
- Kvász Iván: Tréflidolog; Scolar, Bp., 2015
- A mi Ruszisztikánk. Tanulmányok a 20/25. évfordulóra; szerk. Szvák Gyula; Russica Pannonicana, Bp., 2015 (Ruszisztikai könyvek)
- Vzgljad v prosloe: Problemi, metodi, perszpektyivi; szerk. M. Petrova – Szvák Gy., Moszkva: Akvilon, 2015
- .Altyernatyivi, perelomnije punkti i szmeni rezsima v isztorii Rosszii / Alternatives, Turning Points and Regime Changes in Russian History and Culture. Szvák, Gyula, chief ed. Filippov, Szergej – Gyimesi, Zsuzsanna, eds Ruszisztikai Könyvek XLI. Budapest: Russica Pannonicana, 2015
- Mi az orosz? A magyarok (és mások) orosz-képéről; Russica Pannonicana, Bp., 2016
- A magyarok orosz–képe (2006–2016). Szvák, Gyula, szerk Poszt-Szovjet Füzetek XXII. Budapest: Russica Pannonicana, 2017
- Isztoricseszkaja ruszisztyika v XXI veke / Russian Studies in History in the 21st Century: Materials of the 10th International Conference at the Centre for Russian Studies in Budapest, May 18–19, 2015. Szvák, Gyula, chief ed. Filippov, Szergej – Gyimesi, Zsuzsanna, eds.Ruszisztikai Könyvek XLII. Budapest: Russica Pannonicana. 2017
- Tertium datur. Írások Krausz Tamás 70. születésnapjára. Juhász, József – Szvák, Gyula, szerk. Ruszisztikai Könyvek XLIV. Budapest: Russica Pannonicana, 2018
- „Nem lelkendezhetek főállásban.” Beszélgetések Oroszországról. Budapest: Gondolat Kiadó, 2018
- Kvász, Iván: Tréflidolog2, Budapest: Pannonica, 2018
- Kvasz, Ivan: Nyekosernije gyela. Moszkva: Tri kvadrata, 2018
- Opit mikroisztoriografii. Moszkva: Akvilon, 2019
- IV. Iván és I. Péter mikrohistoriográfiája. Budapest: L’Harmattan Kiadó, 2019
- „Mi, moszkoviták”. Publicisztikák Oroszországról. Budapest: Gondolat Kiadó, 2020
- „Igyei i muzi”. Tajni ruszisztyiki. Moszkva: Akvilon, 2020
- Rosszija i Vengrija v mirovoj kul’ture: isztocsnyik i ego intyerpretacija/ Russia and Hungary in World Culture: the Source and its Interpretation; Szvák, Gyula, chief editor. Ruszisztikai Könyvek XLVII. Budapest: Russica Pannonicana, 2020
- Orosz hősök és antihősök. Tanulmányok a 25/30. évfordulóra”. Szvák, Gyula, szerk. Ruszisztikai Könyvek XLVIII. Budapest: Russica Pannonicana, 2020
- Orosz concerto. Mikrohistoriográfiai etűd; Russica Pannonicana, Bp., 2021 (Poszt szovjet füzetek)